# استانیسلاو ایلیوتچنکو
استانیسلاو ایلیوتچنکو (روسی: Станислав Ильюченко؛ زادهٔ ۱۳ اوت ۱۹۹۰) بازیکن فوتبال اهل آلمان است.
از باشگاه‌هایی که در آن بازی کرده‌است می‌توان به باشگاه فوتبال دویسبورگ و باشگاه فوتبال اسنابروک اشاره کرد.